# Евокати
Евокати (на латински: Evocatus, Evocati) е латински термин за войници от римската армия, които са отслужили срока си, но доброволно продължават военната си служба по покана на консул, генерал или друг офицер.
Във всяка римска армия има значителен брой евокати. Тези воини ветерани се ползват с голямо уважение сред останалите войници в легиона, често са организирани като самостоятелни отряди и са използвани за лична охрана на командира. Евокатите, подобно на вексилариите, официално са освободени от обикновените войнишки задължения, като охрана и подсигуряване на лагера, копаене на пътища и издигане на фортификационни укрепления. Евокатите са с по-висок ранг от обикновените легионери. Трябва да се отбележи, че не всеки командващ офицер се съобразява с привилегиите на тези ветерани. В някои случаи евокати се използват наравно с останалите войници, за да се гарантира нужната бройка легионери в римския легион – набирането на достатъчно легионери често е проблем, военната служба не е от най-популярните избори за кариера сред обикновените римски граждани.
Понякога евокатите са описвани като членове на конническото съсловие, а друг път са квалифицирани като центуриони. Изглежда, че евокати често са повишавани в ранг центурион. По този начин и Помпей с обещания за големи награди и командване на центурия стимулира много от ветераните, служили при него в предишните години, да се присъединят отново към него по време на избухването на гражданската война. Не всички евокати достигнат до ранг центурион или принадлежат към определена кохорта в армията. Цицерон и други автори споменават, че някои от ветераните имат ранг praefectus evocatorum – офицер командващ останалите евокати.
Името „евокати“ се използва и за обозначение на група от избраници, принадлежащи към конническото съсловие, назначени от император Домициан като охрана на личните му покои. Според някои автори подобна охрана използват и императорите след Домициан, като охранителите носят името Evocati Augusti.